# Улица Чкалова (Мелитополь)
Улица Чкалова (укр. Вулиця Чкалова) — улица на севере Мелитополя, идущая от Лесопарка до Северного Переезда, одна из главных улиц в северной части города.
Улица получила имя в честь лётчика Валерия Чкалова, совершившей в 1937 году первый беспосадочный перелёт через Северный полюс. Первое известное упоминание об улице относится к 20 декабря 1946.
В 1971 году территория бывшего кладбища по ул. Чкалова, 156 (смежно со школой № 17) была отведена для проектирования и закладки сквера.
Лесопарк формально находится на территории Семёновского сельсовета. Но расположенный в Лесопарке туберкулёзный диспансер уже имеет адрес улица Чкалова, 1в. Далее улица проходит по околице села Семёновка, мимо Семёновского кладбища и входит в черту города. В Мелитополе вдоль улицы Чкалова расположен частный сектор, а также завод автотракторных глушителей «ЮТАС», предприятие по производству оборудования линий розлива "Пищерем" и предприятие Мелитопольгаз.
Улица оканчивается у железной дороги, пересекаясь с Северо-Линейной улицей. У перекрёстка находится пешеходный надземный переход через железнодорожные пути в Авиагородок и автобусная остановка «Северный Переезд», являющаяся конечной для автобусных маршрутов 11, 15, 24 и 24А. От конечной до улицы Ломоносова все четыре автобусных маршрута следуют вдоль улицы Чкалова.